# Norra Vindö
Norra Vindö är sedan 2015 en tätort i Värmdö kommun. Orten omfattar norra delen av Vindö och var före 2015 definierad som en småort med namnet Överby.

## Befolkningsutveckling
| Befolkningsutvecklingen i Norra Vindö 2015–2020                                                        | Befolkningsutvecklingen i Norra Vindö 2015–2020 | Befolkningsutvecklingen i Norra Vindö 2015–2020 | Befolkningsutvecklingen i Norra Vindö 2015–2020 | Befolkningsutvecklingen i Norra Vindö 2015–2020 |
| --- | ----------------------------------------------- | ----------------------------------------------- | ----------------------------------------------- | ----------------------------------------------- |
| |                                                 |                                                 |                                                 |                                                 |
| År |                                                 |                                                 | Folkmängd                                       | Areal (ha)                                      |
| 2015                                                                                                   | 2015                                            |                                                 | 253                                             | 495                                             |
| 2020                                                                                                   | 2020                                            |                                                 | 263                                             | 496                                             |
| Anm.: Ny tätort 2015, var tidigare småort med namnet Överby, som 2010 hade 279 invånare på 486 hektar. |                                                 |                                                 |                                                 |                                                 |